# Rhododendron smirnowii
Vresrododendron, Rhododendron smirnowii är en ljungväxtart som beskrevs av Ernst Rudolf von Trautvetter. Rhododendron smirnowii ingår i släktet rododendron, och familjen ljungväxter. Inga underarter finns listade i Catalogue of Life.

## Bildgalleri

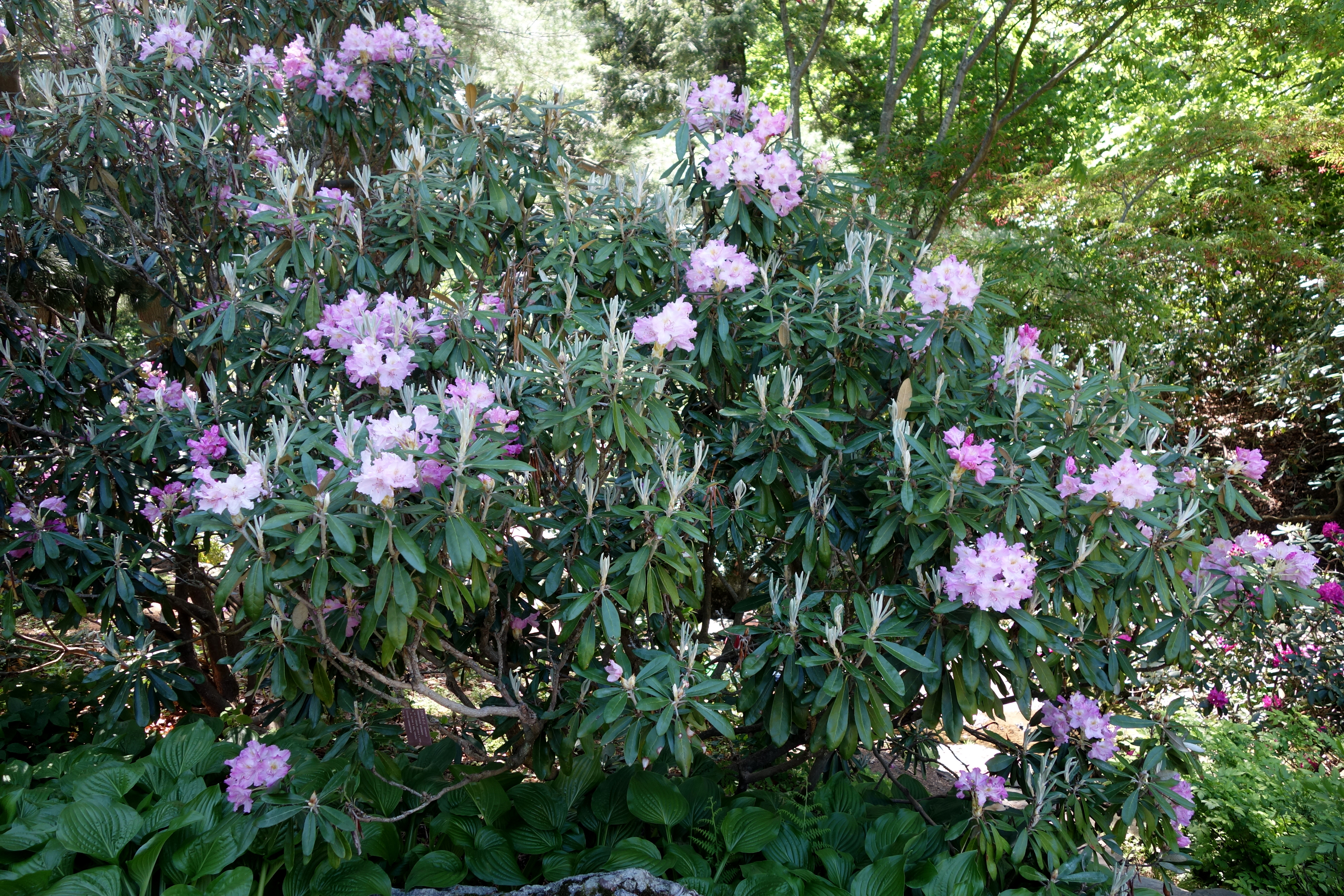
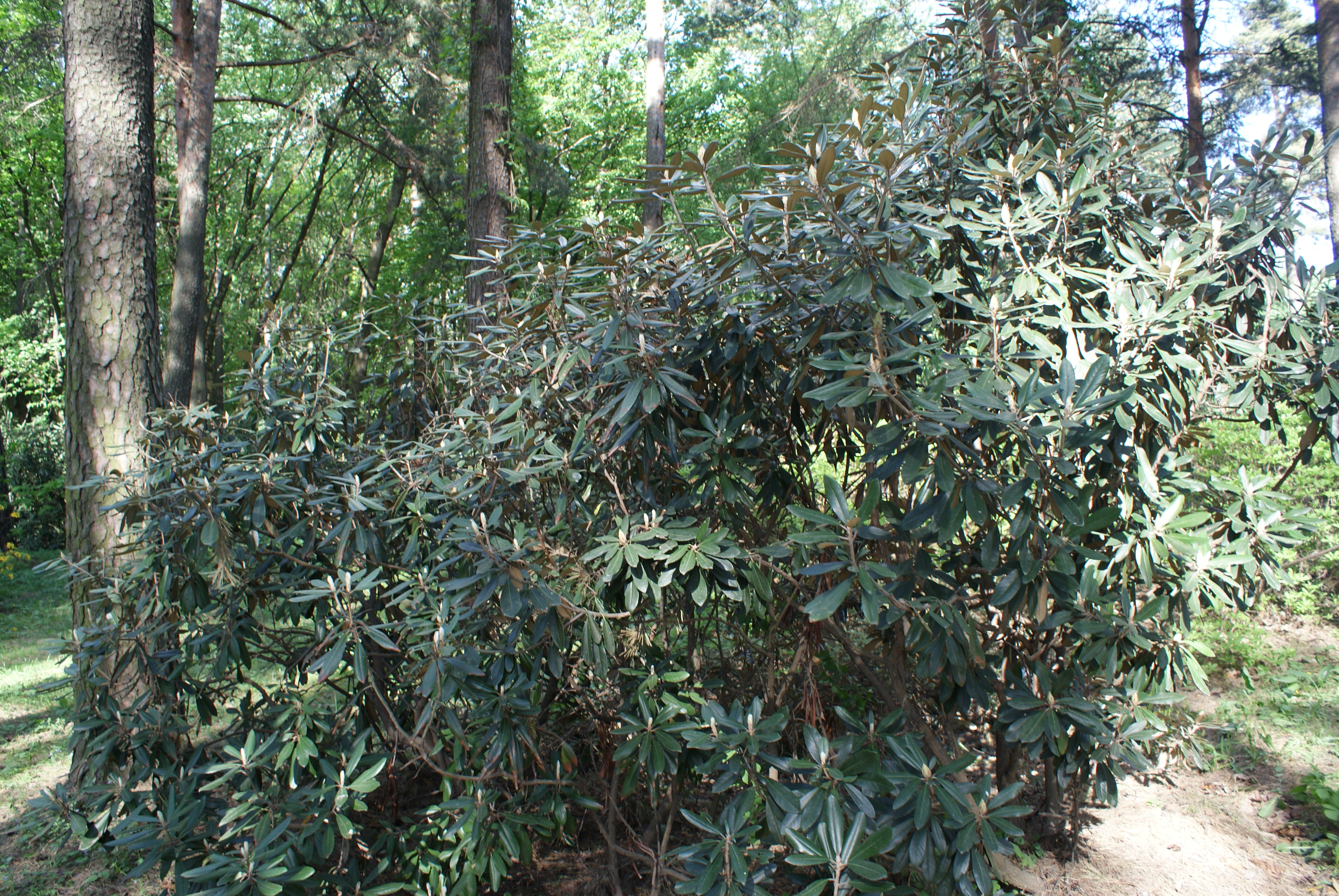
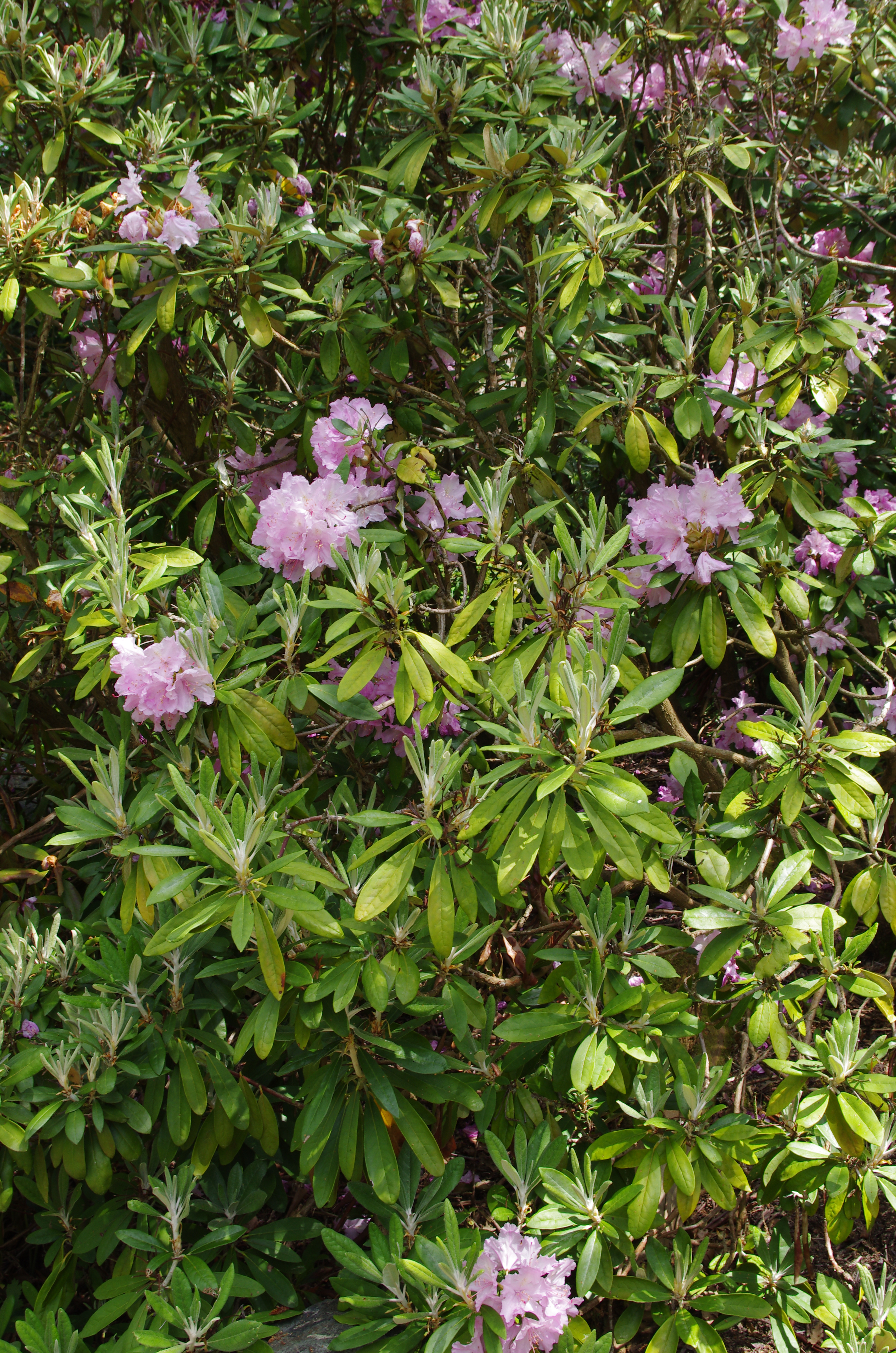
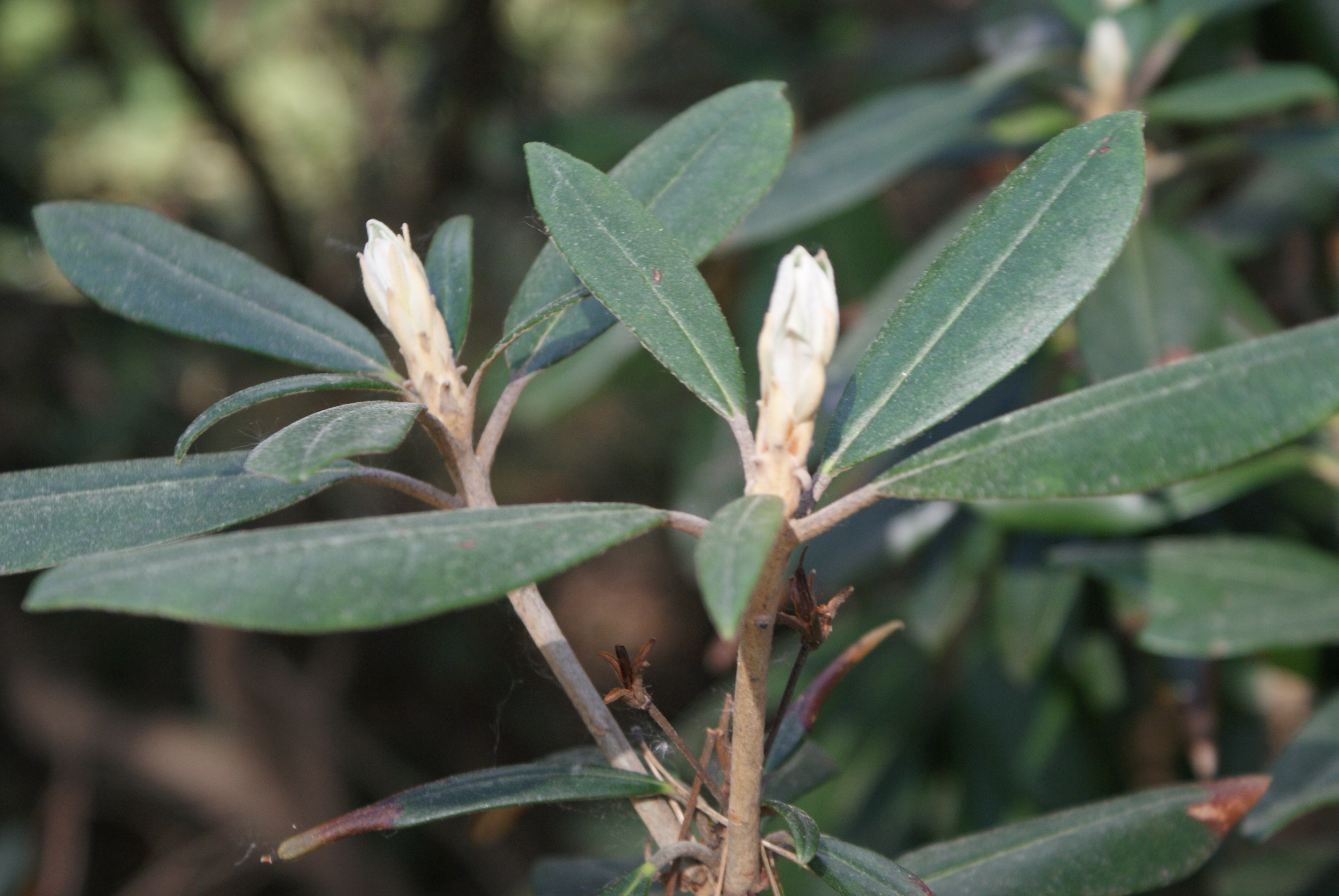
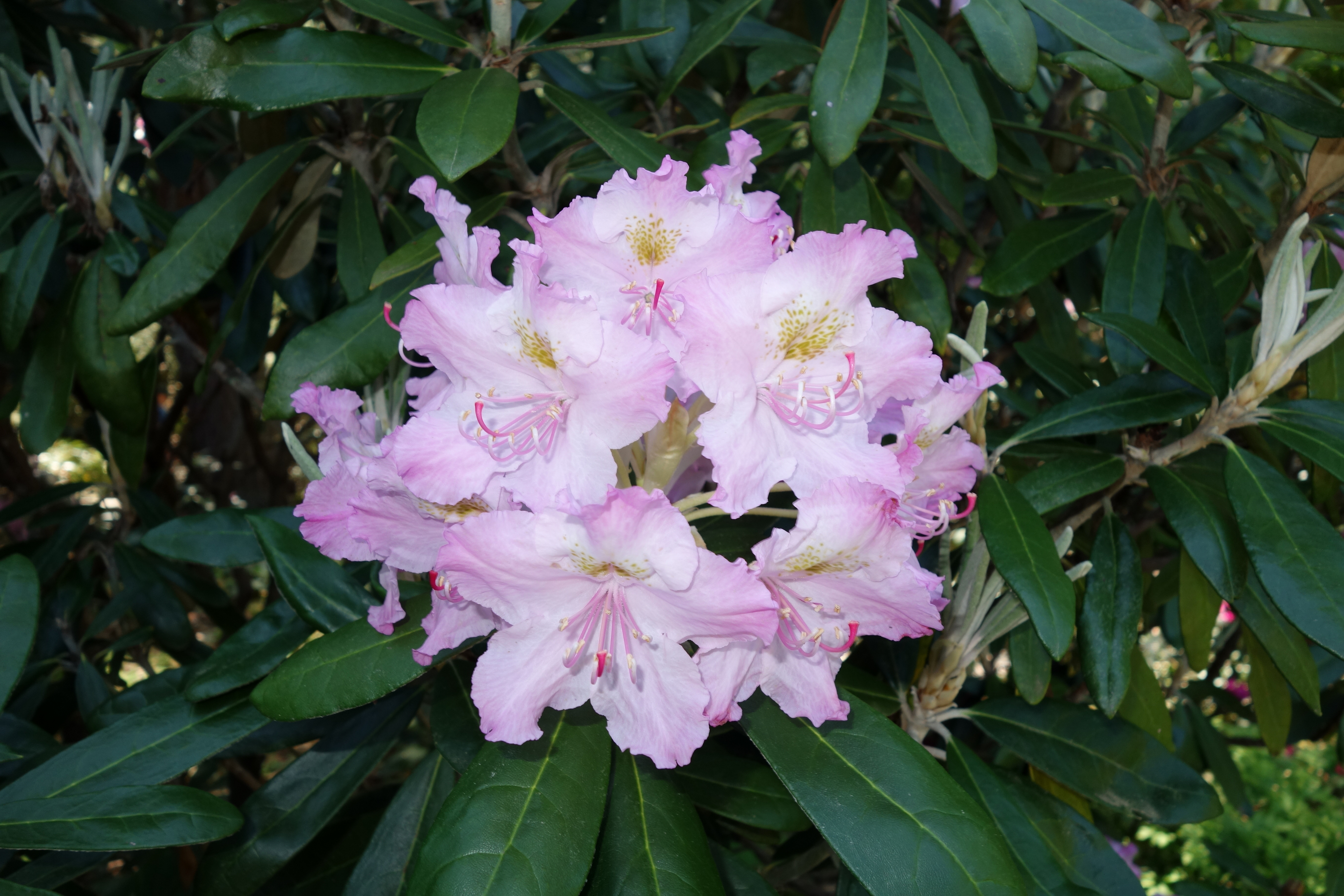
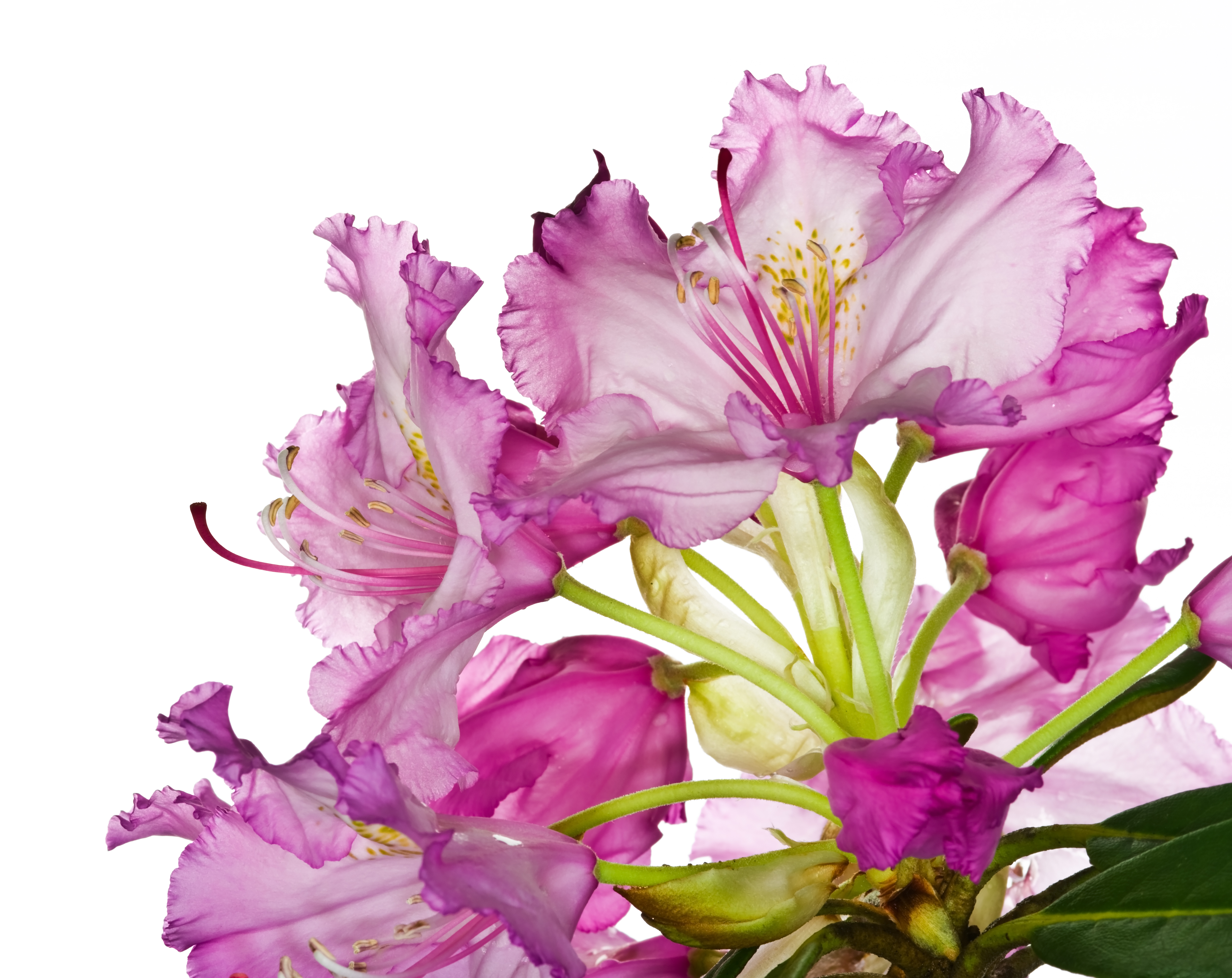